# كريستين فروسيث
كريستين فروسيث (بالإنجليزية: Kristine Froseth)‏ هي ممثلة وعارضة أمريكية ونرويجية  ولدت في 21 سبتمبر 1995 في نيوجيرسي، من اصول نرويجية بدات مشوارها الفني كموديل ظهرت عدد من الافلام.)

## وصلات خارجية
- كريستين فروسيث على موقع IMDb (الإنجليزية)
- كريستين فروسيث على موقع ميتاكريتيك (الإنجليزية)
- كريستين فروسيث على موقع روتن توميتوز (الإنجليزية)
- كريستين فروسيث على موقع قاعدة بيانات الأفلام العربية
- كريستين فروسيث على موقع ألو سيني (الفرنسية)
- كريستين فروسيث على موقع تيرنر كلاسيك موفيز (الإنجليزية)
- كريستين فروسيث على موقع أول موفي (الإنجليزية)
- كريستين فروسيث على موقع قاعدة بيانات الأفلام السويدية (السويدية)
- كريستين فروسيث على موقع قاعدة بيانات الفيلم (الإنجليزية)
- كريستين فروسيث على موقع كينوبويسك (الروسية)